# Brillenkoker

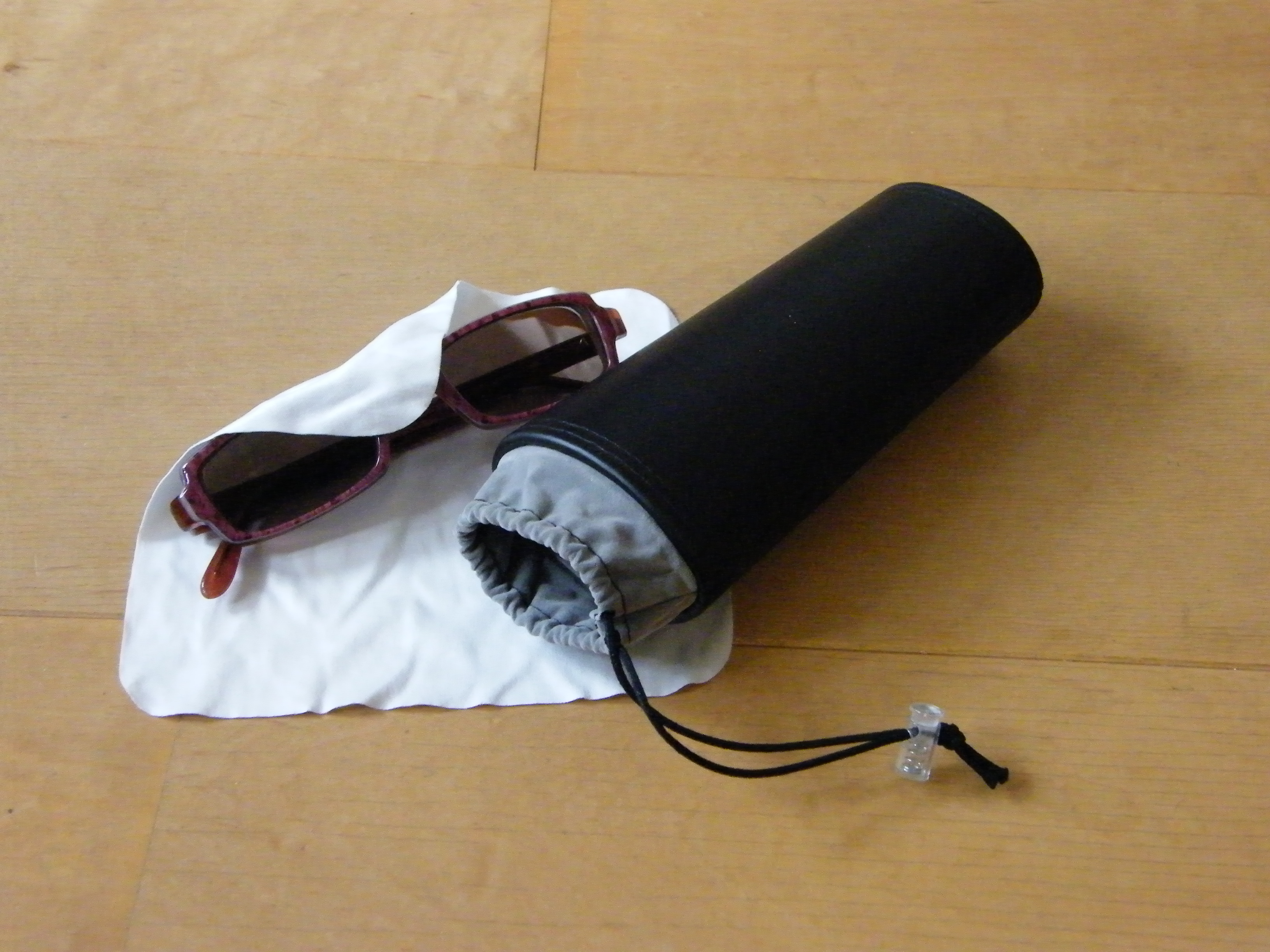
Brillenkoker

Een brillenkoker of brillendoos is een stevig kokervormig doosje waarin een bril veilig kan worden opgeborgen. Veelal gaat het om een leesbril en/of zonnebril. 
Behalve kokers zijn er ook allerlei etuis op de markt. Deze  kunnen zowel van stevig als soepel materiaal zijn en zijn bedoeld om de bril te beschermen tegen beschadiging (verbuigingen) of vuil en vlekken. De meeste brilbezitters hebben een voorkeur voor een stevige koker, omdat deze de bril beter beschermt. Mensen die zowel een gewone bril als een zonnebril op sterkte bezitten, bewaren de bril die niet gedragen wordt vaak in een brillenkoker.
Bij kamperen en bij sporten wordt vaak een (stevige) brillenkoker gebruikt omdat de kans op beschadiging bij die activiteiten groter is dan normaal.
Eenvoudige brillenkokers worden meestal bij de aanschaf van een nieuwe bril meegegeven, tezamen met een brillendoekje. Opticiens verkopen de kokers echter ook los.

## Trivia
- Eind de jaren 80 en begin 90 van de twintigste eeuw bestond er een VPRO kinderprogramma met de naam brillenkoker. De leader was een tekenfilm waarin in een pan brillen worden gekookt, letterlijk een brillenkoker.